# Hany Siam

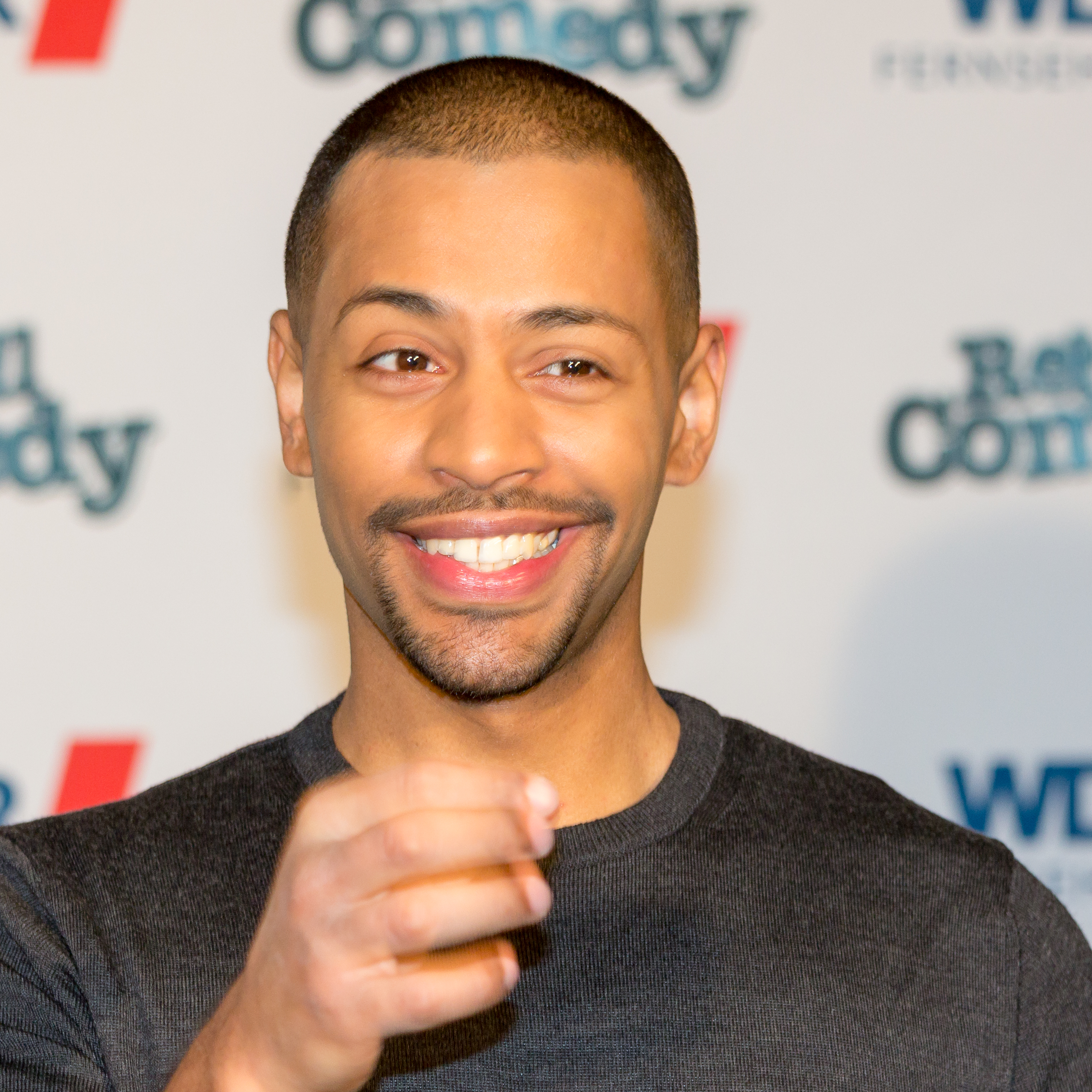
Hany Siam

Hany Siam (* 3. November 1986 in Mülheim an der Ruhr) ist Comedian des Stand-up-Comedy-Ensembles RebellComedy.

## Leben und Karriere
Der Sohn ägyptischer Eltern wuchs in Mülheim an der Ruhr auf und absolvierte sein Abitur an der Otto-Pankok-Schule. Nach dem Abitur begann er das Studium der Orientalistik an der Ruhr-Universität Bochum, welches er zugunsten der Comedy-Tätigkeit zurückstellte.
Ende 2012 hatte Siam seinen ersten Auftritt bei RebellComedy und damit auch einen seiner ersten Auftritte überhaupt. Kurz darauf folgte der Beitritt zu dem Comedy-Ensemble. Es folgten Auftritte unter anderem beim RTL Comedy Grand Prix, Tele 5 Fat Chicken Club, Comedy Central Special und dem Netflix Comedy Special „Raus aus'm Zoo“.
2021 wurde die geplante RebellComedy-Tour „DNA“ pandemiebedingt auf 2022 verschoben. Neben Hany Siam sind weitere Künstler (Alain Frei, Babak Ghassim, Benaissa Lamroubal, Khalid Bounouar, Ususmango, Salim Samatou, DJ Wati) an der „DNA“-Tour 2022 beteiligt.

## TV-Auftritte
- 2013: RTL Comedy Grand Prix
- 2015: Tele 5 Fat Chicken Club
- 2018: Comedy Central Special
- 2021: RebellComedy Netflix Comedy Special „Raus aus'm Zoo“

## Serie
- 2014–: RebellComedy, Staffel 1–4
- 2007: Barbara Salesch Staffel 9 Folge 58

## Twitch
Anfang 2022 hatte er über 10.000 Follower. Er streamt hauptsächlich Spiele wie GTA RP oder sucht die Interaktion mit der Community in der Kategorie „Just Chatting“.